# Vitfjärilar
Vitfjärilar, Pieridae, är en familj som beskrevs av William Swainson, 1820. Vitfjärilar ingår i överfamiljen Äkta dagfjärilar, Papilionoidea, ordningen fjärilar, klassen egentliga insekter, fylumet leddjur och riket djur. Vitfjärilar har en närmast världsomfattande utbredning och omfattar drygt 1 200 arter.  Fjorton av dessa arter är anträffade i Sverige, två tillfälligt och resten bofasta. De är medelstora och vingarna är vita, gula eller orange, ofta med svarta fläckar. Vissa arter kan uppträda i stort antal. Larverna lever på örter, lövträd och buskar, många arter på korsblommiga växter och ärtväxter, och vissa anses vara skadegörare, exempelvis kålfjäril och rovfjäril.

## I Sverige förekommande arter av vitfjärilar
- Underfamilj Skörvingar, Dismorphiinae
  - Skogsvitvinge Leptidea sinapis
  - Ängsvitvinge Leptidea juvernica
- Underfamilj  Äkta vitfjärilar, Pierinae 
  - Aurorafjäril Anthocharis cardamines
  - Grönfläckig vitfjäril Pontia daplidice
  - Hagtornsfjäril Aporia crataegi
  - Kålfjäril Pieris brassicae
  - Rovfjäril Pieris rapae
  - Rapsfjäril Pieris napi
- Underfamilj Höfjärilar, Coliadinae
  - Citronfjäril Gonepteryx rhamni
  - Fjällhöfjäril Colias werdandi
  - Högnordisk höfjäril Colias hecla
  - Ljusgul höfjäril Colias hyale Tillfällig i Sverige
  - Rödgul höfjäril Colias croceus Tillfällig i Sverige
  - Svavelgul höfjäril Colias palaeno